# Château de Vallauris
Le château de Vallauris est un château situé à Vallauris (Alpes-Maritimes).

## Historique
Ce château fait l’objet d’un classement au titre des monuments historiques depuis le 2 novembre 1951 pour sa chapelle, et d'une inscription depuis le 23 mai 1951 pour les façades et toitures du château.